# Ants Oidermaa
Ants Oidermaa (bis 1935 Hans Oidermann; * 8. Novemberjul. / 20. November 1891greg. in der Landgemeinde Sauga; † nach Juni 1941) war ein estnischer Journalist und Politiker.

## Frühe Jahre
Ants Oidermaa wurde als neuntes von zehn Kindern der Landwirte Juhan (1841–1921) und Mari Oidermann (geb. Nidermann, 1854–1930) geboren. Er schloss 1912 das Gymnasium in Pärnu ab. Anschließend studierte er an der Universität in der russischen Hauptstadt Sankt Petersburg Alte Sprachen.
1914 meldete sich Oidermaa als Freiwilliger in die zaristische Armee und nahm am Ersten Weltkrieg teil. Anschließend kämpfte er im russischen Bürgerkrieg unter Admiral Koltschak in Sibirien und im Fernen Osten gegen die roten Truppen.
Nach der Ausrufung der estnischen Selbständigkeit kehrte Oidermaa 1920 in seine estnische Heimat zurück. Er war zunächst als Journalist bei der Zeitung Kaja („Echo“) tätig. 1922 trat er in den auswärtigen Dienst des jungen estnischen Staates ein. Oidermaa war vor allem in der Informationsabteilung des Ministeriums tätig. 1926/27 war er für acht Monate estnischer Geschäftsträger im litauischen Kaunas. Oidermaa war aus Tallinn abgezogenen worden, da er in einem persönlichen Streit mit dem bekannten Journalisten und Politiker Eduard Laaman lag, dessen erste Ehefrau Helmi (geb. Nankin) Ants Oidermann im September 1928 heiratete.

## Politik
Von 1927 bis 1935 war Oidermaa Generalsekretär des „Bunds der Landwirte“ (Põllumeeste Kogud), der größten Agrarierpartei im Estland der Zwischenkriegszeit. Von 1931 bis 1934 war er gleichzeitig Redakteur der parteinahen Zeitung Kaja („Echo“).
Im März 1934 riss Staats- und Regierungschef Konstantin Päts vom Bund der Landwirte in einem unblutigen Putsch die Macht an sich. Oidermaa wurde zu einem der engsten Vertrauten Päts’ und Leiter der 1935 geschaffenen Propagandaabteilung der Regierung (Riikliku Propaganda Talitus). Sie war direkt dem Regierungschef unterstellt und außerhalb der staatlichen Budgetkontrolle. Die Einheit war für die Außendarstellung der Regierung verantwortlich. Sie organisierte auch große Kultur- und Sportveranstaltungen, die den patriotischen Geist stärken sollten. In der zweiten Hälfte der 1930er Jahre war sie federführend für die Estnisierung der Orts- und Personennamen im Land.
1937 wurde Oidermaa Mitglied des Rahvuskogu, der verfassungsgebenden Versammlung Estlands, die ein neues, auf Päts zugeschnittenes Grundgesetz ausarbeitete.
Nach dem Betätigungsverbot der politischen Parteien war Oidermaa von 1935 bis 1940 Vorstandsmitglied der Vaterlandsunion (Isamaaliit), die de facto als Einheitspartei im autoritär regierten Estland fungierte. Von 1937 bis 1939 war er einer der Chefredakteure der regierungsnahen Zeitung Uus Eesti („Neues Estland“). Von 1938 bis 1940 war Oiderma gleichzeitig Mitglied der Abgeordnetenkammer des estnischen Parlaments (Riigivolikogu).
Von Januar 1939 bis Oktober 1939 war Oidermaa der für Propaganda zuständiger Minister im Kabinett von Ministerpräsident Kaarel Eenpalu. Anschließend hatte er dasselbe Amt bis Juni 1940 im Kabinett des estnischen Ministerpräsidenten Jüri Uluots inne.

## Sowjetische Besetzung und Tod
Mit der sowjetischen Besetzung Estlands wurde Oidermaa am 9. Dezember 1940 in Aegviidu aufgespürt und verhaftet. Am 2. Juli 1941 wurde er in Tallinn zum Tode verurteilt. Sein weiteres Schicksal ist ungeklärt.